# Zdeněk Štajnc
Zdeněk Štajnc (3. prosince 1948 Třebíč – 3. ledna 2022) byl český grafik a výtvarník.

## Biografie
Zdeněk Štajnc se narodil v roce 1948 v Třebíči, vystudoval strojní průmyslovou školu v Třebíči a v roce 1965 se podílel na založení Skupiny 4, dalšími spoluzakladateli byli Milan Nestrojil, Miroslav Pálka a Zdeněk Šplíchal. První výstavu pak umělecká skupina měla v roce 1966 v Třebíči, kdy ji uvedl Ladislav Novák, který 3 ze 4 členů vyučoval na třebíčském gymnáziu. Od sedmdesátých let se Zdeněk Štajnc zabývá lettrismem a změnou významů map. Věnuje se také alchymáži nebo koláži. V roce 1990 se Skupina 4 profesionalizovala a od roku 2003 Zdeněk Štajnc tvořil společná díla s Milanem Nestrojilem. V roce 2016 daroval soubor 65 děl Muzeu Vysočiny Třebíč, kdy ty byly představeny v Galerii Tympanon v prostorách muzea. Je členem Skupiny 4. Byl ovlivněn Ladislavem Novákem, je nazýván tzv. Novákovým dítětem.
V roce 2014 se zasazoval o změnu názvů ulic Benešova a Augustina Kratochvíla v Třebíči.
Zemřel náhle dne 3. ledna 2022.

## Výstavy

### Autorské
- 2003, Zadní synagoga, Třebíč
- 2014, Galerie Ladislava Nováka, Třebíč (Zdeněk Štajnc: Časem)
- 2015, Galerie Chodba, Třebíč (Zdeněk Štajnc: Všeho do času)
- 2016, Galerie Tympanon, Třebíč (Zdeněk Štajnc: Výběr z tvorby)

### Společné
- 1966, Šmeralův dům, Třebíč (Skupina 4)
- 1968, Jednotný klub pracujících ROH, Třebíč (Skupina 4)
- 1968, Jednotný klub pracujících ROH, Třebíč (Skupina 4)
- 1971, Jednotný klub pracujících ROH, Třebíč (Skupina 4)
- 1972, Dům pánů z Kunštátu, Brno (Trienále 15/30)
- 1973, Jednotný klub pracujících ROH, Třebíč (Skupina 4)
- 1976, Jednotný klub pracujících ROH, Třebíč (VI. výstava mladých výtvarníků)
- 1968, Jednotný klub pracujících ROH, Třebíč (Skupina 4)
- 1982, Knihovna v Třebíči, Třebíč (Skupina 6)
- 1983, Výstaviště Černá Louka, Ostrava (Výtvarná skupina JKP)
- 1992, Galerie Stará radnice, Brno (Písmo v obraze)
- 1992, Pálffyho palác, Bratislava (Písmo v obraze)
- 1996, Galerie Malovaný dům, Třebíč (Skupina 4)
- 1998, Kunstverein Horn, Horn (Skupina 4)
- 2000, Galerie Pod kamennou žábou, České Budějovice (Skupina 4)
- 2002, Senátorská galerie, Třebíč (Skupina 4)
- 2002, Galerie Malovaný dům, Třebíč (Skupina 4)
- 2003, Nová výstavní síň, Ostrava (630 cm2 Mail-art Ostrava 2003)
- 2004, hrad Alzenau, Alzenau (Kunstausstellung)
- 2005, Janáčkovo divadlo, Brno (Milan Nestrojil, Zdeněk Štajnc)
- 2005, Galerie Daria, Brno (Milan Nestrojil, Zdeněk Štajnc)
- 2005, Horácká galerie, Nové Město na Moravě (Milan Nestrojil, Zdeněk Štajnc: Koláže a kresby)
- 2007, Galerie Sýpka-Vlkov, Osová Bítýška (Lubomír Kressa st., Milan Nestrojil, Zdeněk Štajnc: Plastiky, kresby, alchymáže)
- 2007, Městská galerie Hasičský dům, Telč (Lubomír Kressa st., Milan Nestrojil, Zdeněk Štajnc: Plastiky, kresby, alchymáže)
- 2007, Galerie Malovaný dům, Třebíč (Skupina 4)
- 2009, Galerie města Plzně, Plzeň (Vysočinou)
- 2009, Městské muzeum a galerie, Dačice (Milan Nestrojil, Zdeněk Štajnc: Obrazy, kresby)
- 2009, Kulturní dům Josefa Suka, Sedlčany (Milan Nestrojil, Zdeněk Štajnc)
- 2010, Městská knihovna Polička, Polička (Milan Nestrojil, Zdeněk Štajnc)
- 2012, Galerie Malovaný dům, Třebíč (Třebíčské ozvěny)